# فرخنده کوهی نقاب‌دار
فرخنده کوهی نقاب‌دار (نام علمی: Buthraupis wetmorei) نام یک گونه از سرده فرخنده‌های بزرگ است.